# The Mauritanian
The Mauritanian er en amerikansk retsdramafilm fra 2021, baseret på den sande historie om Mohamedou Ould Slahi en mauretansk mand der blev tilbageholdt i fjorten år (fra 2002 til 2016) uden anklage i Guantanamo-lejren, et amerikansk militærfængsel.
Filmen er instrueret af Kevin Macdonald, baseret på et manuskript af M. B. Traven, Rory Haines og Sohrab Noshirvani og er en filmatisering af Slahis memoir Guantánamo Diary fra 2015. Den har Tahar Rahim i hovedrollen som Slahi. Filmen har også Jodie Foster, Shailene Woodley, Benedict Cumberbatch og Zachary Levi på rollelisten.
The Mauritanian blev udgivet i USA den 12. februar 2021 af STXfilms. På grund af Coronaviruspandemien, var alle biografer i Storbritannien lukket og filmen fik i stedet premiere på Prime Video den 1. april 2021.
Filmen modtog blandede positive anmeldelser, hvor kritikerne hyldede Macdonalds instruktion, filmfotograferingen og skuespillernes præstationer (især Rahim og Foster), men kritiserede filmens manuskript. Ved Golden Globe Awards 2020-21 var filmen nomineret til to priser: Bedste skuespiller - drama (til Rahim) og foster vandt en bedste kvindelige birolle - film.
Ved British Academy Film Awards 2020-21 var filmen nomineret til fem priser inklusive bedste film.